# جامعة فيرساي سان كونتان أن إيفيلين
جامعة فيرساي سان كونتان أن إيفيلين بالفرنسية (Université de Versailles-Saint-Quentin-en-Yvelines)
هي جامعة فرنسية تأسست في عام 1991، وهي متخصصة في العلوم الاجتماعية والقانونية والسياسية، والبيئة والتنمية المستدامة.
جامعة فرساي سان كوينتين-أن-إيفلين هي جامعة فرنسية تأسست في عام 1991، وتقع في دائرة إيفلين ومنذ عام 2002 في أوت دو سين، ولديها ما مجموعه أحد عشر فروع. وتقع أيضاً في الجزء الشمالي من الكتلة التكنولوجية باريس ساكلاي.
في هذه الجامعة حوالي 19000 طالب، ويعمل 744 من الموظفين الإداريين والتقنيين، وأعضاء الهيئة التدريسية هم 1110 مع الباحثين. كما يقوم 285 معلمًا فرديًا (باستثناء طاقم المستشفى) بإكمال التعليم المقدم كل عام.
المواد التي تدرس هي العلوم الدقيقة والعلوم الاجتماعية والقانونية والسياسية العلوم والهندسة والتكنولوجيا والطب. كما أنها نشطة في تدريس التفاعلات بين الاقتصاد والأخلاق والبيئة والتنمية المستدامة.

## التاريخ
كانت بعض الجامعات الباريسية قد وقعت مرسوم وزارة التعليم، وقد نقلت بعض أنشطتها إلى الضواحي. في الواقع، ومع زيادة كبيرة في القوى العاملة لديها، فإنها بدأت بفتح مواقع جديدة لتخفيف الضغط عن مواقعها الرئيسية. وهكذا، تم إنشاء فرع لجامعة بيير وماري كوري في فرساي في عام 1985. تخصصت في العلوم، وانضم إليه فرع لجامعة باريس العشرة نانتير.
في الوقت نفسه، خططت وزارة التعليم العالي لإنشاء جامعات جديدة كجزء من خطة لتحديث التعليم العالي الفرنسي. تم إنشاء جامعة فرساي سانت كوينتين-إن-ايفلين رسمياً في 22 يوليو 1991 من هذين المركزين اللذين تم إعادة توطينهما في جامعة باريس السادسة وباريس العاشرة.

## المكتبة
في عام 2005، افتتحت الجامعة مكتبة جامعة فيرساي سان كونتان أن إيفيلين بمساحة 7,500 م 2 على ثلاثة مستويات و 1,100 مكان للقراءة. افتتحت مكتبة حرم العلوم التابع لـها في فرساي في 14 كانون أول / يناير 2013، بعد حوالي عامين ونصف من العمل. إجمالاً، لدى الجامعة ست مكتبات جامعية موزعة، بالإضافة إلى المجمعات التي سبق ذكرها، إلى مكتبات فيليزي وبولن بيلانكور ورامبوييه ومانتس، حيث تجمع حوالي 200,000 كتاب و 5000 كتاب رقمي و 26,000 عنوان صحفي.

## أقسام الجامعة
إن جامعة فيرساي سان كونتان أن إيفيلين هي موطن لست وحدات تدريبية وبحثية.
- «كلية العلوم»، التي تقع في فرساي ولوشناي، دورات في علم الأحياء وعلوم الأرض والفيزياء والفيزياء والكيمياء والرياضيات وعلوم الكمبيوتر بالإضافة إلى معهد الجامعة المحترف في الفن والعلوم الثقافة والوسائط المتعددة.
- تستضيف جامعة فيرساي سان كونتان أن إيفيلين للعلوم الاجتماعية"، الواقع في جامعة فيرساي سان كونتان أن إيفيلين، دورات في الاقتصاد والإدارة الاقتصادية والاجتماعية والعلوم الجغرافية والاجتماعية والتاريخ.[3]
- «كلية الحقوق والعلوم السياسية»، الموجودة في سانت كوينتين-إن-إيفلين، تُدرّس دورات في القانون (القانون العام، والقانون الخاص، وتاريخ القانون) والعلوم السياسية، وثلاثة مراكز أبحاث ومعهد الدراسات القضائية.
- تجمع «وحدة التدريب والبحث العلمي في مجال العلوم الصحية»، الموجودة في سانت كوينتين إن إيفلين، تدريب الأطباء والقابلات.
- إن «معهد الدراسات الثقافية والدولية»، الموجود في سانت كوينتين إن إيفلين، له مهمة أساسية هي تطوير البحث والتشكيل، ونشر المعرفة والمهارة في مجال اللغات والثقافات والدراسات الدولية ويستضيف أيضا دورات في التاريخ، والرسائل، اللغة الإنجليزية.
- «المعهد العالي للإدارة» الكائن في سانت كوينتين إن إيفلين وفيه دورات في علوم الإدارة وعلوم المعلومات وعلوم الاتصال والتعليم.

## مدرسة الدكتوراه
لدى الجامعة مدارس للدكتوراة مسؤولة عن مراقبة طلاب الدراسات العليا، ولكن أيضًا إدارة التراخيص في البحث المباشر. هناك 530 شهادة دكتوراه صدرت في عام 2009.
- مدرسة الدكتوراه «الثقافات والمؤسسات والأقاليم» التي تدرس موضوعات مختلفة خاصة بكل العلوم الاجتماعية والإنسانية وكذلك العلوم القانونية والسياسية.
- مدرسة الدكتوراه «من الجينوم إلى الكائنات الحية» التي تهتم بالبيولوجيا، والجينوميات بشكل خاص، وتتضمن واجهات مع الرياضيات وعلوم الكمبيوتر والفيزياء والكيمياء.
- مدرسة الدكتوراه «علوم وتقنيات فرساي» التي تدرس الموضوعات التالية: الكيمياء، الفيزياء، علوم الكمبيوتر، الرياضيات، علوم الهندسة.
- مدرسة الدكتوراه «الصحة العامة» التي تجمع ثلاثة مختبرات: مركز البحث في علم الأوبئة وصحة السكان، مختبر جامعة الصحة البيئية، الشيخوخة، الصيدلة علم الأوبئة والأمراض المعدية.